# Йохан I фон Щайн
Йохан I фон Щайн (на немски: Johann I von Stein; † декември 1333) е Рейнграф на Щайн.

## Произход
Той е единственият син на Зигфрид II фон Рейнграф († 1327) и съпругата Маргарета фон Хайнценберг († сл. 1330), дъщеря на Фридрих II фон Хайнценберг († 1303) и Гената фон Франкенщайн († сл. 1303).

## Фамилия
Йохан I фон Щайн се жени на 8 декември 1310 г. за вилдграфиня Хедвиг фон Даун-Грумбах († сл. 1361/сл. 8 май 1365), наследничка на Вилдграфството Даун и Грумбах, дъщеря на вилдграф Конрад IV фон Даун-Грумбах († сл. 1327), и съпругата му Хилдегард Фогт фон Хунолщайн († 1306). Техните деца имат титлата „Вилд- и Рейнграфове“. Те имат децата:
- Йохан II фон Щайн-Даун († 1383), Rейнграф на Щайн, вилдграф на Даун, женен I. пр. 13 октомври 1339 г. за вилдграфиня Маргарета фон Кирбург († 1368), II. 13 октомври 1370 г. за графиня Юта фон Лайнинген († 1394)
- Хартрад († ок. 1375), Рейнграф на Щайн
- Конрад († 1395), свщеник в Кройцнах
- Маргарета († сл. 1389), омъжена пр. 13 юли 1348 г. за Куно II фон Виненбург-Байлщайн († 1394/1396)
- Хилдегард († сл. 1386), омъжена пр. 17 януари 1349 г. за Якоб фон Монклер († 1386)

Вдовицата му Хедвиг фон Даун-Грумбах се омъжва втори път на 27 май 1338 г. за Герлах фон Браунсхорн († 1361/1362).